# Phoma adianticola
Phoma adianticola är en lavart som först beskrevs av E. Young, och fick sitt nu gällande namn av Boerema 1983. Phoma adianticola ingår i släktet Phoma, ordningen Pleosporales, klassen Dothideomycetes, divisionen sporsäcksvampar och riket svampar.   Inga underarter finns listade i Catalogue of Life.